# Буркин Буерак
Буркин Буерак — деревня в Саратовском районе Саратовской области России. С 1 января 2022 года входит в состав городского округа Саратова.

## История
Русская деревня Буркин Буерак была основана при родниках в первом десятилетии XIX века. В канун отмены крепостного права населённый пункт принадлежал помещице Новиковой, здесь насчитывалось 22 двора. На территории работала мельница, недалеко пролегал Астраханский почтовый тракт из Саратова в Камышин. 
К 1912 году здесь работала церковно-приходская школа. Насчитывалось 46 дворов. Ближайшая ярмарка проводилась в Увеке на Престольный праздник (29 августа/ 11 сентября). Православное население пользовалось и относилось к Духосошественской церкви села Хмелёвки.
В послереволюционное время деревня в составе Буркинского, а позднее Колотово-Буеракского сельсовета входила в Александровскую волость Саратовского уезда, с ноября 1923 года - Саратовскую волость, а к 1927 году вошла в Есиповский сельсовет Саратовской волости. На 1941 год в населённом пункте насчитывалось 62 двора.
В поздний советский период Буркин Буерак числился в Колотово-Буеракском сельсовете Саратовского района, колхозе "Маяк". В 1987 году в деревне проживало около 140 человек, имелась свино-товарная ферма.

## Физико-географическая характеристика
Деревня расположена в южной части Саратовского района, вблизи автотрассы Р228 и железнодорожной линии Саратов — Петров Вал. Расстояние до административного центра села Михайловка — 38 км, до областного центра составляет 27 км. С областным центром Буркин Буерак связан автодорогой до автотрассы Р228 с грунтовым покрытием, далее с твёрдым.
Климат
Климат в деревне умеренно холодный. Наблюдается большое количество осадков, даже в самый засушливый месяц (согласно классификации климатов Кёппена — Dfa). Среднегодовая температура в Буркином Буераке — 6,0 °C. Среднегодовая норма осадков — 429 мм. Наименьшее количество осадков выпадает в марте и составляет 23 мм. Наибольшее количество осадков выпадает в июне, в среднем 44 м. Самый теплый месяц года — Июль со средней температурой 21,9 °C. Январь является самым холодным месяцем, с температурами в среднем −10.6 °C.
| Показатель                                | Янв.  | Фев.  | Март | Апр. | Май  | Июнь | Июль | Авг. | Сен. | Окт. | Нояб. | Дек. | Год |
| ----------------------------------------- | ----- | ----- | ---- | ---- | ---- | ---- | ---- | ---- | ---- | ---- | ----- | ---- | --- |
| Средняя температура, °C                   | −10,6 | −10,2 | −4,3 | 7,7  | 15,4 | 19,8 | 21,9 | 20,3 | 14,2 | 6,1  | −1,8  | −7,1 | 6,0 |
| Норма осадков, мм                         | 36    | 25    | 23   | 26   | 38   | 44   | 44   | 44   | 40   | 33   | 40    | 36   | 429 |
| Источник: Буркин Буерак (норма 1982-2012) |       |       |      |      |      |      |      |      |      |      |       |      |     |

Часовой пояс
Деревня Буркин Буерак, как и вся Саратовская область, находится в часовой зоне МСК+1. Смещение применяемого времени относительно UTC составляет +4:00.
Уличная сеть
В деревне Буркин Буерак одна улица — Горная и одна территория садового некоммерческого товарищества СНТ — «Эксперимент».

## Население
| 2010 |
| ---- |
| 46   |

В деревне на 1 января 2018 года проживало 36 человек, насчитывается 17 домовладений.

## Достопримечательности
- Буркинский лес. Лес богат дубами, но встречаются также липы, осины, березы и прочие виды деревьев[8][9].
- Буркинский пруд. Располагается в живописном месте, в ущелье Буркинского леса, питается водой из ручья Петровка[10].
- Родник у деревни Буркин Буерак[11].